# Gelis tibiator
Gelis tibiator là một loài tò vò trong họ Ichneumonidae.